# Socialistická strana Ukrajiny
Socialistická strana Ukrajiny (ukrajinsky Соціалістична партія України) je v současnosti neparlamentní ukrajinská socialistická strana. Předsedou strany je Serhij Čeredničenko.
SSU je členem Socialistické internacionály.

## Charakteristika a zapojení do politického systému

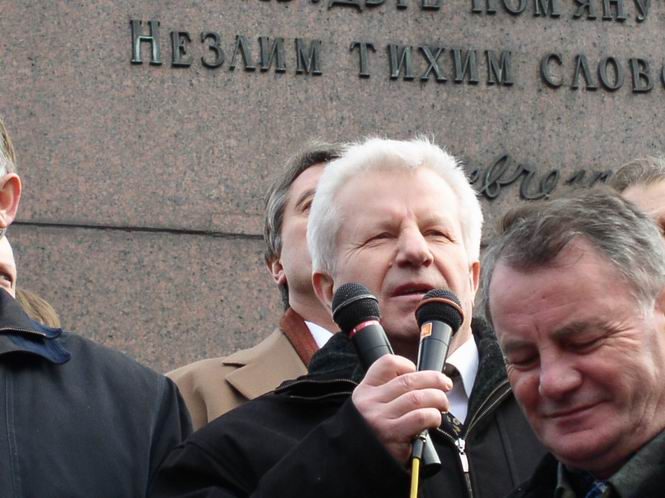
Bývalý lídr strany O.Moroz v roce 2003

Strana vznikla v roce 1991 po zákazu Komunistické strany a do roku 1993, kdy došlo k obnovení KSU byla nejsilnější stranou. Postupem času se strana posunula z levicových k středo-levicovým pozicím. Hlavní bodem programu je sociální spravedlnost. V 90. letech byla v opozici vůči Leonidovi Kučmovi. Během Oranžové revoluce zprvu spolupracovala s „oranžovým táborem“, následně ale uzavřela koalici se Stranou regionů a KSU. V parlamentních volbách 2007 vypadla z parlamentu, k překročení 3% bariéry jí scházelo 0,14 %.

## Volební výsledky

### Parlament

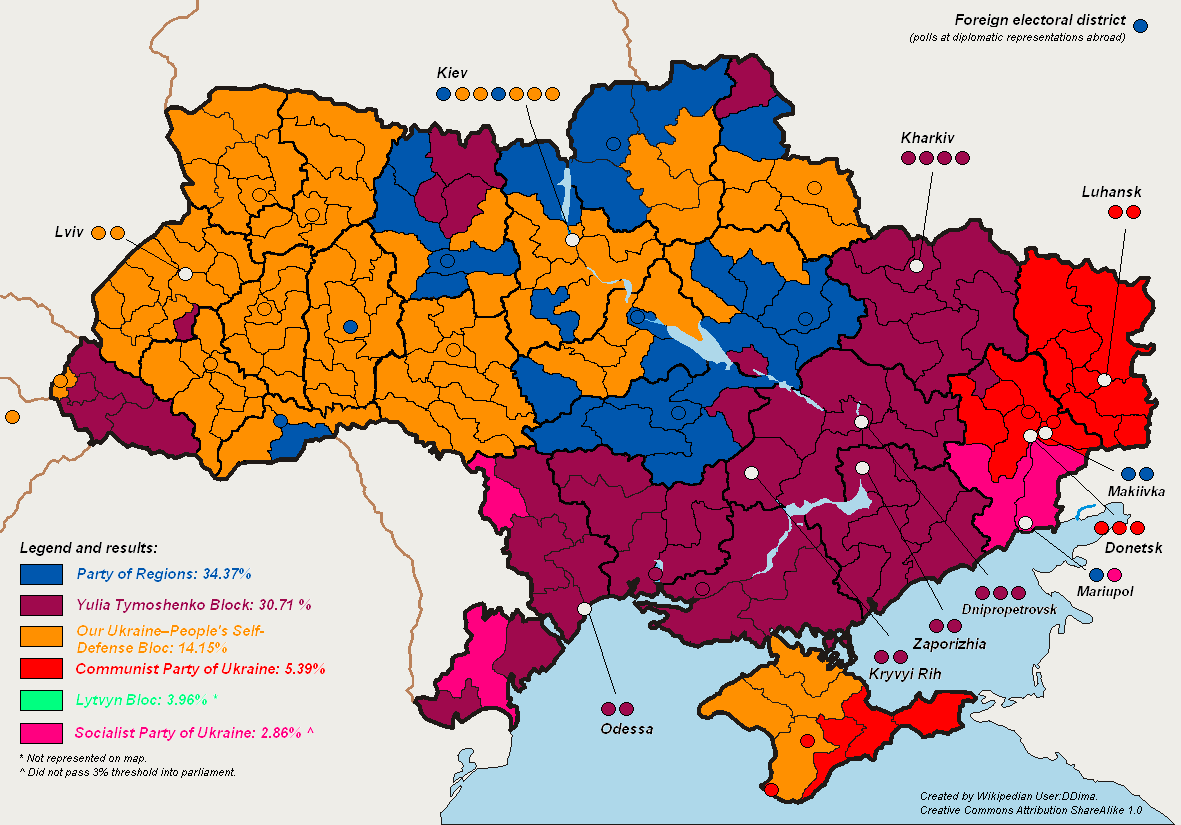
Volby 2007: barevné rozlišení dle umístění na 2. místě. Růžová=SSU

| Volby | %    | Mandáty |
| ----- | ---- | ------- |
| 2002  | 6.9  | 24      |
| 2006  | 5.69 | 33      |
| 2007  | 2.86 | 0       |
| 2012  | 0.46 | 0       |